# دوقية بار
دوقية بار هي دوقية التاريخية تبعت لكل من الامبراطورية الرومانية المقدسة و التاج الفرنسي وقد تم دمجها في وقت لاحق تدمج مع لورين في سنة 1766. 

## التاريخ
تأسس أقليم بار في منتصف القرن 10، وكان يرجع بالتبعية للإمبراطورية الرومانية المقدسة. وكانت الأسرة الأولى من الباريين هم دوقات لورين الأولى من أردين.